# Jean-Joseph Bernard
Jean-Joseph Bernard, dit Bernard de Paris ou Bernard le figuriste, est un maître écrivain français du XVIIIe siècle, né le 20 aout 1740 à Lunéville, mort à Saint-Cloud le 10 novembre 1809.

## Biographie
Il est né le 20 août 1740 à Lunéville, fils de Jean Bernard et Marie-Anne Le Gendre. Il épousa Marguerite Toutlemonde, et a été élève d'André-François Roland.
En 1779 il signe un trait de plume avec la mention ... M. Bernard, peintre de portraits à la plume, Ecrivain du feu Roi Stanislas, et Maître d’écriture des Pages de ce Prince. À ce poste, il succède à un certain Thiriot. Ce poste au service de Stanislas Leszczyński (1677-1766) fait que le château de Lunéville conserve encore des œuvres de sa main (dont certaines ont malheureusement disparu dans l'incendie de 2003). Il signe souvent B., Bd, Bd à Paris, Bd à Saint-Cloud, ou Bernard. Son succès vient plus des portraits plus ou moins grotesques qu'il savait tracer dans un style assez enflammé, et qui furent publiés pour certains, que pour ses écritures proprement dites. En 1779 il fait partie des membres fondateurs du Bureau académique d'écriture, créé par lettres patentes du 23 janvier 1779. L'anecdote citée plus bas montre qu'il était à la fin de sa carrière maître d'écriture des pages de la cour impériale. Il meurt à Saint-Cloud le 10 novembre 1809.
Sa fille Marie Jeanne Bernard (1762-1842), femme de Laurent Dabos, fit quelques portraits au trait de plume.
Sa nièce fut à son école et lui succéda dans le portrait au trait de plume. En particulier elle réalisa en 1816 des portraits de Louis XVI à main levée.

## Réception
Dans son Essai sur l'origine de la gravure (Paris, 1808), Hendrik Jansen relate une anecdote récente sur la fin de sa vie :
M. Bernard, professeur d'écritures des pages de LL. MM. impériales et royales, a présenté, au mois de septembre 1807, à S. A. Em. le Prince Primat de la Confédération Rhénane, le portrait de S. M. l'Empereur des François et Roi d'Italie, exécuté en traits de plume et orné d'arabesques. Ce prince, ami éclairé des beaux arts, en a montré sa satisfaction à M. Bernard, en lui donnant une plume d'or et un petit nécessaire de la même matière.

## Œuvres: exemples d'écriture
- Collection de modèles renfermant les principes des trois principaux caractères usités en France. Gravés par Dizambourg, in-folio, titre et 16 pl. (Paris, musée Carnavalet).
- Dossier de modèles d’écriture, autographes, et de traits de plume.
- Principes de l'écriture démontrés, gravés par Davignon. 2°, 17 pl. gr.
- Le recueil d'Avignon[2] contient 3 exemples manuscrits dont un sur papier noir.

## Œuvres: portraits
- Portrait de Henri IV à main levée, 1787. Pau, musée national du Château de Pau (Voir)
- Portraits de Louis XVI et de Marie-Antoinette formant pendants, 1780 (Paris, musée Carnavalet).
- Portraits de Louis XVI et de Marie-Antoinette formant pendants, à mi-corps, 1781 (Lunéville, musée du Château). Détruits dans l’incendie de 2003.
- Portraits de Louis XVI et Marie-Antoinette, aux profils superposés, 1791. Lunéville, musée du Château (Voir)
- Portrait de Marie-Antoinette à mi-corps, provenant de la collection Jules Wantiez à Arras, repr. dans Advielle 1897 p. 8 bis.
- Portrait de femme (dernier quart du XVIIIe siècle. Lunéville, musée du Château (Voir)
- Portrait de la chanteuse Dugazon (1788). (Paris BNF, Est.).
- Portrait de Saintomer l'aîné, calligraphe en tête de sa méthode L'Écriture démontrée.
- Traits et têtes exécutés à la plume à main levée, gravés par Beaublé. [ca. 1796]. 2°, 7 pl., y compris le portrait de Napoléon Ier et les caricatures des complices du chouan Cadoudal.
- Dessins à la plume et à main levée, par Bernard de Paris et autres [Fouqueur], recueillis par G. Taupier (Paris BHVP). Contient 50 dessins tracés entre 1779 et 1814, composé surtout de portraits charges ou sérieux, montrant des acteurs ou actrices, ou des types de la seconde moitié du XVIIIe siècle et du début du XIXe. Une douzaine est reproduite dans Peignot 1983 p. 59, 92-93, 96 et 98-100.